# Hemerobius corticus
Hemerobius corticus är en insektsart som beskrevs av Franz Paula von Schrank 1802. Hemerobius corticus ingår i släktet Hemerobius och familjen florsländor. Inga underarter finns listade i Catalogue of Life.